# Dormány István
Debreceni Dormány István (? – Mada, 1693) református lelkész, a Tiszántúli református egyházkerület püspöke 1691-től haláláig. Költőként is ismert.

## Élete
Dormány István református lelkész fia volt; 1648-ban a debreceni kollegium felsőbb osztályaiba lépett (subscribált), 1664-ben a leideni egyetem hallgatója volt; hazájába visszatérte után nábrádi, azután bátori, végre a madai református egyház lelkésze s 1679-ben a szabolcsi egyházkerület esperese lett. 1692. június 29. a nagykárolyi zsinatban püspöknek választatott. Halálát egy német katona golyója okozta.

## Munkái
Drégel-Palánki Jánosnak Via Salutis (Debreczen, 1682.) c. munkájában jan. 14. üdvözlő magyar rhythmusokat irt, „melyek meglehetősök" irja Tóth Ferenc.